# AS-202
L'AS-202 (o SA-202), també anomenat Apollo 3, fou un vol suborbital de prova del Saturn IB i el CSM portada a terme per la NASA el 25 d'agost del 1966.

## Objectius
L'AS-202 fou el segon vol de prova del Saturn IB. Va ser dissenyat per provar el coet més enllà de com s'havia fet en l'AS-201, llançant el coet més amunt i duplicant la durada del vol. També es posà a prova el CSM-011 fent que el motor s'engegués en quatre ocasions durant el vol.
El vol també tenia com a objectiu posar a prova l'escut tèrmic sotmetent-lo a 260 megajoules per metre quadrat. En el transcurs de la reentrada va generar una quantitat d'energia equivalent a la necessària per abastir la ciutat de Los Angeles durant un minut l'any 1966.
El CSM-011 era bàsicament un model de producció capaç de transportar persones. Tot i així, estava mancat de seients i altres artefactes que s'hi inclourien per als astronautes en posteriors missions. Aquest va ser el primer vol del sistema de guia i navegació del CSM, així com del sistema elèctric de pila de combustible.

## Vol
L'últim vol de prova del Saturn IB va ser llançat el 25 d'agost del 1996 des del complex 34. La fase de llançament fou perfectament nominal amb la combustió de la primera etapa per sota dels dos minuts i mig, enlairant el coet a 56 km d'altitud i a una distància horitzontal de 56 km de la zona de llançament. La segona etapa va cremar durant set minuts i mig situant la nau en una trajectòria balística amb una altitud màxima de 216 km.
El CSM estava preprogramat per realitzar quatre propulsions mitjançant el seu Service Propulsion System (SPS). La primera tingué lloc un parell de segons després de la separació de la segona etapa (S-IVB). Va cremar durant 3 minuts, aixecant la nau fins a un apogeu de 1.128,6 km durant 35 segons. La segona va tenir lloc 25 minuts més tard i una durada de 28 segons. Dos propulsions més de 3 segons van ser realitzades deu segons més tard per a provar la capacitat de reiniciació ràpida del motor.
A més de provar el SPS, aquestes engegades del CSM van accelerar la nau fins a 8900 metres per segon en la reentrada, la qual va ser molt irregular. La nau va baixar inicialment de 122.000 m a 66.000 m i després va pujar fins als 81.000 m, i finalment va començar a baixar per últim cop. Els paracaigudes principals van desplegar-se a 7.250 metres d'altitud. L'amaratge va produir-se a 370 km del lloc previst, de manera que l'USS Hornet va necessitar 8 hores i 30 minuts a arribar-hi. El mòdul de comandament de l'Apollo AS-202 va aterrar a les coordenades 16.12° N - 168.9° E.
Actualment, la càpsula es troba exposada en l'USS Hornet. El vaixell està obert al públic com a museu a Alameda, Califòrnia (EUA).